# 98-ма гвардійська винищувальна авіаційна дивізія ППО (СРСР)
98-ма гвардійська Брянська Червонопрапорна ордена Суворова ІІ ступеню винищувальна авіаційна дивізія ППО (98 вад ППО, в/ч 64339) — з'єднання Військово-повітряних сил (ВПС) Радянської армії, що брало участь в бойових діях німецько-радянській війні.

## Історія
Дивізія сформована Наказом НКО СРСР як 210-а винищувальна авіаційна дивізія з ВПС 31-ї армії.
28 вересня 1948 року перейменована в 3-ю гвардійську винищувальну авіаційну дивізію ППО і передислокована із 16 ПВА ГРОВН в м. Смоленськ, де ввійшла до складу 32 ВАК 19 ПВА ППО.

## Структура
| Період          | Склад дивізії |
| --------------- | --- |
| 05.1945—12.1945 | 32-й гвардійський винищувальний авіаційний полк; 63-й гвардійський винищувальний авіаційний полк; 137-й гвардійський винищувальний авіаційний полк.                                                   |
| 12.1943—03.1947 | 32-й гвардійський винищувальний авіаційний полк; 63-й гвардійський винищувальний авіаційний полк; 137-й гвардійський винищувальний авіаційний полк; 263-й гвардійський винищувальний авіаційний полк. |
| 03.1947—09.1948 | 32-й гвардійський винищувальний авіаційний полк; 63-й гвардійський винищувальний авіаційний полк; 137-й гвардійський винищувальний авіаційний полк.                                                   |
| 09.1948—09.1948 | 32-й гвардійський винищувальний авіаційний полк; 63-й гвардійський винищувальний авіаційний полк; 441-й винищувальний авіаційний полк ППО.                                                            |

## Командування
- гвардії полковник Іванов;
- 02.06.1944—02.1945 гвардії полковник Сталін Василь Йосипович.
- березень 1952—листопад 1955 Борових Андрій Єгорович

## Нагороди
- 17.09.1943 — отримала почесне найменування «Брянська»;
- Нагороджена Орденом Червоного Прапора
- 31.11.1944 — нагороджена Орденом Суворова 2 ступеня